# Dzień Chorób Rzadkich
Dzień Chorób Rzadkich (ang. Rare Disease Day) – święto obchodzone corocznie, w ostatni dzień lutego, mające na celu podniesienie świadomości o chorobach rzadkich i ich wpływie na życie pacjentów wśród decydentów oraz społeczeństwa. Po raz pierwszy został zorganizowany 29 lutego 2008 roku, natomiast w Polsce po raz pierwszy w 2010 roku. 
Pierwszy Dzień Chorób Rzadkich został zorganizowany przez Europejską Federację Rodziców Pacjentów i Pacjentów z rzadkimi chorobami (EURORDIS) w 2008 roku. Na dzień pierwszego wydarzenia wybrano 29 lutego, najrzadszy dzień w roku, jako symbol chorób rzadkich i od tego momentu jest organizowany corocznie w ostatni dzień lutego. W 2008 roku w obchodach udział wzięło 18 krajów, natomiast w 2017 94 kraje, w roku 2018 dołączyło kolejnych 5 krajów. 
W Polsce Dzień Chorób Rzadkich organizowany jest od 2010 roku – początkowo przez Komitet Organizacyjny Polskiego Dnia Chorób Rzadkich, a obecnie przez Krajowe Forum na Rzecz Chorób Rzadkich ORPHAN. 